# Lijst van voetbalinterlands El Salvador - Nederlandse Antillen
Deze lijst van voetbalinterlands is een overzicht van alle officiële voetbalwedstrijden tussen de nationale teams van El Salvador en de Nederlandse Antillen (speelden tot 1958 onder de naam Curaçao). De landen speelden vijftien keer tegen elkaar. De eerste ontmoeting, een wedstrijd tijdens het CCCF-kampioenschap 1941, werd gespeeld in San Josë (Costa Rica) op 11 mei 1941. Het laatste duel, een kwalificatiewedstrijd voor het CONCACAF-kampioenschap 1989, vond plaats op 16 oktober 1988 in San Salvador.

## Wedstrijden
| №  | Plaats         | Datum            | Competitie                               | Wedstrijd                          | Uitslag |
| -- | -------------- | ---------------- | ---------------------------------------- | ---------------------------------- | ------- |
| 1  | San José       | 11 mei 1941      | CCCF-kampioenschap 1941                  | El Salvador − Curaçao              | 2 − 2   |
| 2  | Guatemala-Stad | 9 maart 1948     | CCCF-kampioenschap 1948                  | El Salvador – Curaçao              | 1 – 0   |
| 3  | Guatemala-Stad | 6 december 1992  | CCCF-kampioenschap 1948                  | El Salvador – Curaçao              | 2 – 0   |
| 4  | Guatemala-Stad | 1 maart 1950     | Vriendschappelijk                        | El Salvador – Curaçao              | 1 – 1   |
| 5  | Guatemala-Stad | 10 maart 1950    | Vriendschappelijk                        | El Salvador – Curaçao              | 3 – 1   |
| 6  | San José       | 21 maart 1953    | CCCF-kampioenschap 1953                  | El Salvador – Curaçao              | 2 – 1   |
| 7  | Tegucigalpa    | 26 augustus 1955 | CCCF-kampioenschap 1955                  | Curaçao – El Salvador              | 3 – 0   |
| 8  | San José       | 6 maart 1961     | CCCF-kampioenschap 1961                  | Nederlandse Antillen – El Salvador | 0 – 0   |
| 9  | San Salvador   | 7 april 1963     | CONCACAF-kampioenschap 1963              | El Salvador – Nederlandse Antillen | 3 – 2   |
| 10 | Guatemala-Stad | 10 april 1965    | CONCACAF-kampioenschap 1965              | El Salvador – Nederlandse Antillen | 1 – 1   |
| 11 | San Juan       | 22 juni 1966     | Vriendschappelijk                        | Nederlandse Antillen – El Salvador | 2 – 0   |
| 12 | San Salvador   | 12 december 1968 | WK 1970 kwalificatie                     | El Salvador – Nederlandse Antillen | 1 – 0   |
| 13 | San Salvador   | 15 december 1968 | WK 1970 kwalificatie                     | Nederlandse Antillen – El Salvador | 1 – 2   |
| 14 | Willemstad     | 1 oktober 1988   | CONCACAF-kampioenschap 1989 kwalificatie | Nederlandse Antillen – El Salvador | 0 – 1   |
| 15 | San Salvador   | 16 oktober 1988  | CONCACAF-kampioenschap 1989 kwalificatie | El Salvador – Nederlandse Antillen | 5 – 0   |

## Samenvatting
| Competitie                          | Totaal gespeeld | Winst El Salvador | Gelijk | Winst Ned. Ant. | Doelsaldo El Salvador – Ned. Ant. |
| ----------------------------------- | --------------- | ----------------- | ------ | --------------- | --------------------------------- |
| WK-kwalificatie                     | 2               | 2                 | 0      | 0               | 3 − 1                             |
| CONCACAF-kampioenschap              | 8               | 4                 | 3      | 1               | 11 − 9                            |
| CONCACAF-kampioenschap-kwalificatie | 2               | 2                 | 0      | 0               | 6 − 0                             |
| Vriendschappelijk                   | 3               | 1                 | 1      | 1               | 4 − 4                             |
| Totaal                              | 15              | 9                 | 4      | 2               | 24 − 14                           |

Wedstrijden bepaald door strafschoppen worden, in lijn met de FIFA, als een gelijkspel gerekend.
FSF · A-internationals · Selecties · Bondscoaches · Statistieken · Salvadoraans vrouwenelftal ·  
Olympisch elftal · El Salvador U21 · El Salvador U19 · El Salvador U17
1920 – 1929 · 
1930 – 1939 · 
1940 – 1949 · 
1950 – 1959 · 
1960 – 1969 · 
1970 – 1979 · 
1980 – 1989 · 
1990 – 1999 · 
2000 – 2009 · 
2010 – 2019 ·
2020 − 2029
Gold Cup 1991 · 
Gold Cup 1993 · 
Gold Cup 1996 · 
Gold Cup 1998 · 
Gold Cup 2000 · 
Gold Cup 2002 · 
Gold Cup 2003 · 
Gold Cup 2005 · 
Gold Cup 2007 · 
Gold Cup 2009 · 
Gold Cup 2011 · 
Gold Cup 2013
WK 1970 · 
WK 1982
OS 1968
1921 · 
1922–1927 · 
1928 · 
1929 · 
1930 · 
1931–1934 · 
1935 · 
1936–1937 · 
1938 · 
1939–1940 · 
1941 · 
1942 · 
1943 · 
1944–1945 · 
1946 · 
1947 · 
1948 · 
1949 · 
1950 · 
1951–1952 · 
1953 · 
1954 · 
1955 · 
1955–1960 · 
1961 · 
1962 · 
1963 · 
1964 · 
1965 · 
1966 · 
1967 · 
1968 · 
1969 · 
1970 · 
1971 · 
1972 · 
1973 · 
1974 · 
1975 · 
1976 · 
1977 · 
1978 · 
1979 · 
1980 · 
1981 · 
1982 · 
1983 · 
1984 · 
1985 · 
1986 · 
1987 · 
1988 · 
1989 · 
1990 · 
1991 · 
1992 · 
1993 · 
1994 · 
1995 · 
1996 · 
1997 · 
1998 · 
1999 · 
2000 · 
2000 · 
2001 · 
2002 · 
2003 · 
2004 · 
2005 · 
2006 · 
2007 · 
2008 · 
2009 · 
2010 · 
2011 · 
2012 · 
2013 ·
2014 ·
2015 ·
2016 ·
2017 ·
2018 ·
2019 ·
2020 ·
2021 ·
2022 ·
2023
Amerikaanse Maagdeneilanden ·
Anguilla ·
Antigua en Barbuda ·
Argentinië ·
Armenië ·
Aruba ·
Barbados ·
België ·
Belize ·
Bermuda ·
Bolivia ·
Brazilië ·
Canada ·
Chili ·
China ·
Colombia ·
Costa Rica ·
Cuba ·
Curaçao ·
Dominicaanse Republiek ·
Ecuador ·
Estland ·
GOS ·
Grenada ·
Griekenland ·
Guatemala ·
Guyana ·
Haïti ·
Honduras ·
Hongarije ·
IJsland ·
Ivoorkust ·
Jamaica ·
Japan ·
Joegoslavië ·
Kaaimaneilanden ·
Mexico ·
Moldavië · 
Montserrat ·
Nederlandse Antillen ·
Nicaragua ·
Nieuw-Zeeland ·
Panama ·
Paraguay ·
Peru ·
Puerto Rico ·
Qatar ·
Rusland ·
Saint Kitts en Nevis ·
Saint Lucia ·
Saint Vincent en de Grenadines ·
Sovjet-Unie ·
Spanje ·
Suriname ·
Trinidad en Tobago ·
Venezuela ·
Verenigde Staten ·
Zuid-Korea
NAVU · A-internationals · Nederlands-Antilliaans vrouwenelftal · Olympisch elftal
Antigua en Barbuda ·
Aruba ·
Bahama's ·
Barbados ·
Bermuda ·
Colombia ·
Costa Rica ·
Cuba ·
Denemarken ·
Dominicaanse Republiek ·
El Salvador ·
Grenada ·
Guatemala ·
Guyana ·
Haïti ·
Honduras ·
Jamaica ·
Kaaimaneilanden ·
Mexico ·
Nederland ·
Nicaragua ·
Panama ·
Puerto Rico ·
Saint Lucia ·
Saint Vincent en de Grenadines ·
Suriname ·
Trinidad en Tobago ·
Venezuela · 
Verenigde Staten